# غونزالو روميرو
غونزالو أنطونيو روميرو باز (بالإسبانية: Gonzalo Romero)‏ (مواليد 25 مارس 1975 في غواتيمالا) لاعب كرة قدم غواتيمالي دولي يجيد اللعب في خط الوسط . يلعب حاليا لصالح نادي مونيسيبال الغواتيمالي منذ 2001 .

## روابط خارجية
- غونزالو روميرو على موقع الاتحاد الدولي (مؤرشف)  (الإنجليزية)
- غونزالو روميرو على موقع قاعدة بيانات كرة القدم.إي يو (الإنجليزية)
- غونزالو روميرو على موقع ناشيونال فوتبول تيمز (الإنجليزية)